# Musikåret 1864

## Händelser
- 17 december – Jacques Offenbachs operett Sköna Helena har premiär i Paris.

## Födda
- 12 mars – Alice Tegnér (död 1943), svensk visdiktare och kompositör.
- 15 mars – Johan Halvorsen, norsk tonsättare.
- 23 mars – Louis Glass, dansk tonsättare.
- 10 april – Eugen d'Albert, tysk tonsättare.
- 19 april – Elisabeth Dons (död 1942), dansk operasångerska.
- 11 juni – Richard Strauss (död 1949), tysk tonsättare.
- 25 oktober – Aleksandr Gretjaninov, rysk tonsättare.
- 29 november – Adolf Wölfli (död 1930), schweizisk konstnär, författare och kompositör.

## Avlidna
- 13 januari – Stephen Foster, 37, amerikansk tonsättare.
- 25 mars – Ivar Frederik Bredal, 63, dansk kompositör.
- 2 maj – Giacomo Meyerbeer, 72, tysk-fransk tonsättare.